# 붉은긴가슴넓적배사마귀
붉은긴가슴넓적배사마귀는 사마귀목 사마귀과의 곤충으로, 중국이 원산지이며 대한민국과 일본에 유입되었다.